# Langjökull

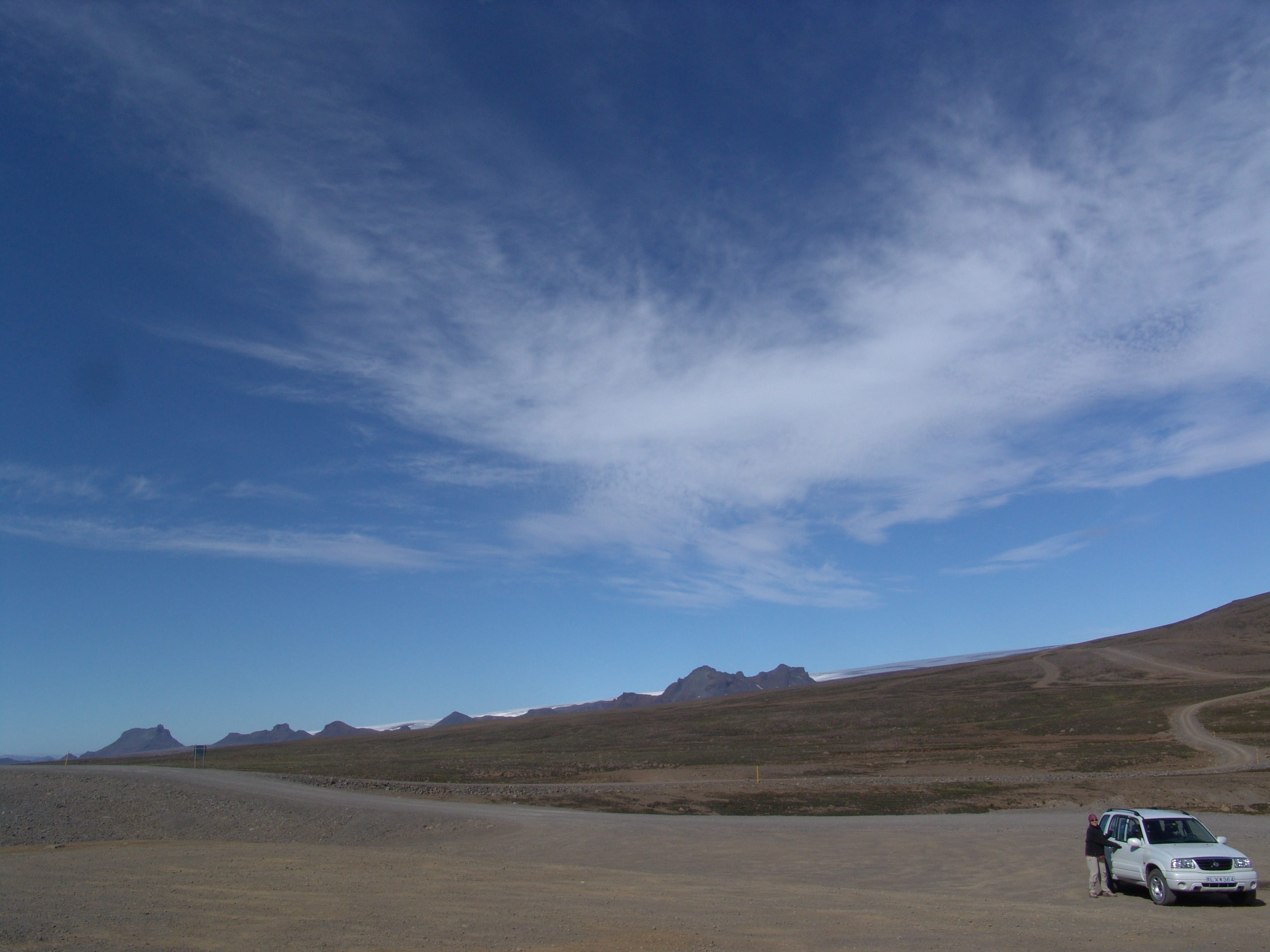
Auffahrt zum Bláfellsháls, Kjölur, Langjökull mit Jarlhettur im Hintergrund

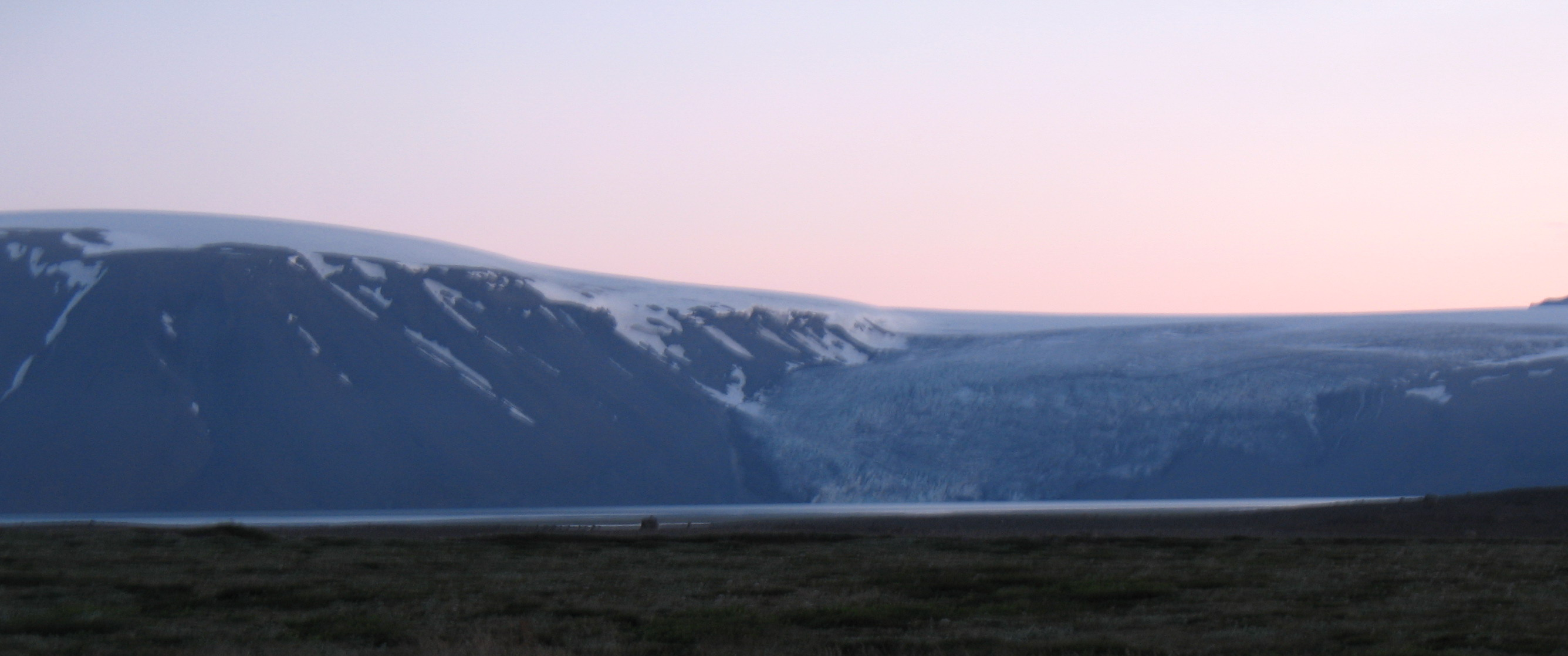
Der See Hvítárvatn mit dem Talgletscher Norðurjökull

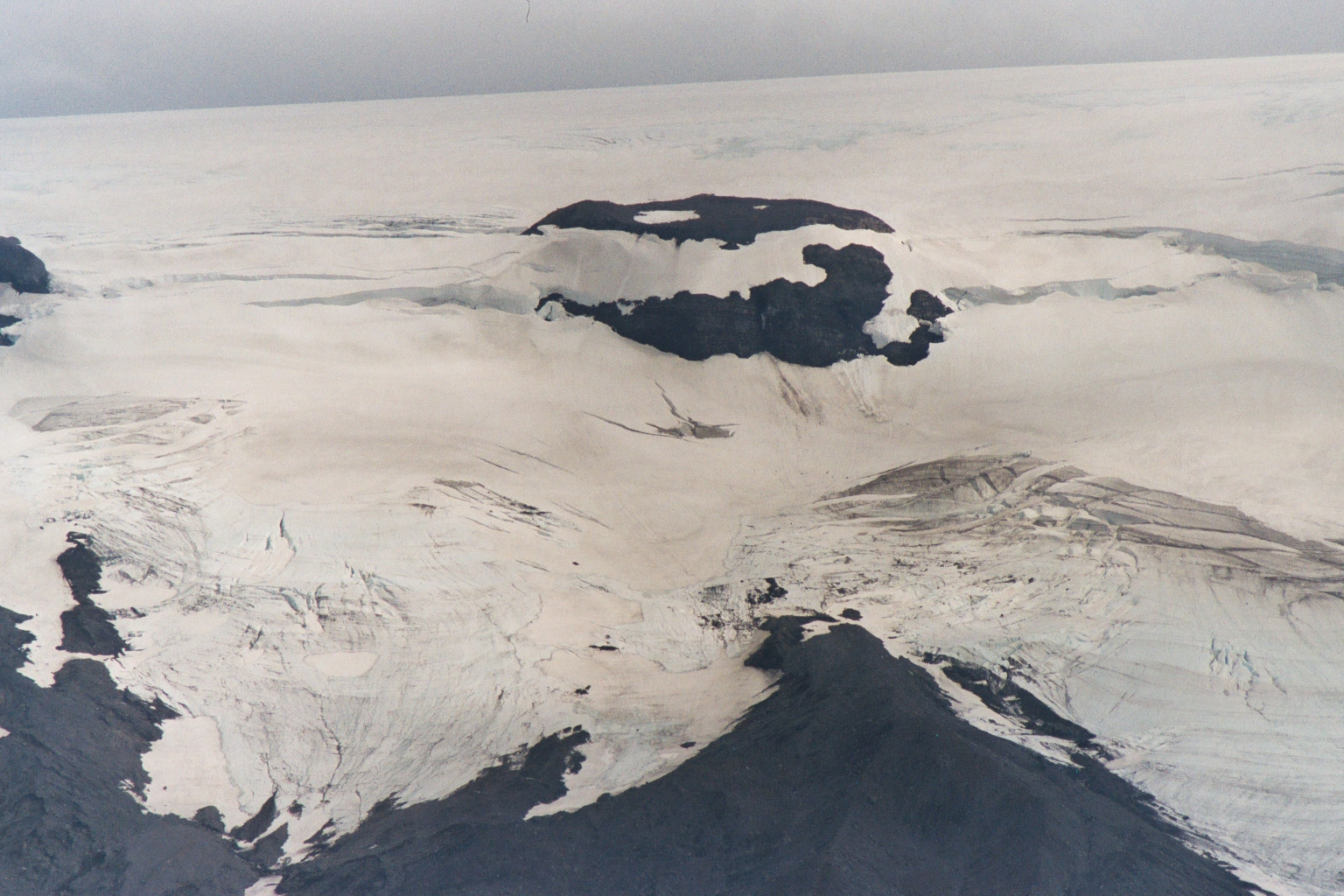
Langjökull von der Kaldidalurpiste aus, im Vordergrund ein anderer Gletschervulkan, der Þórisjökull

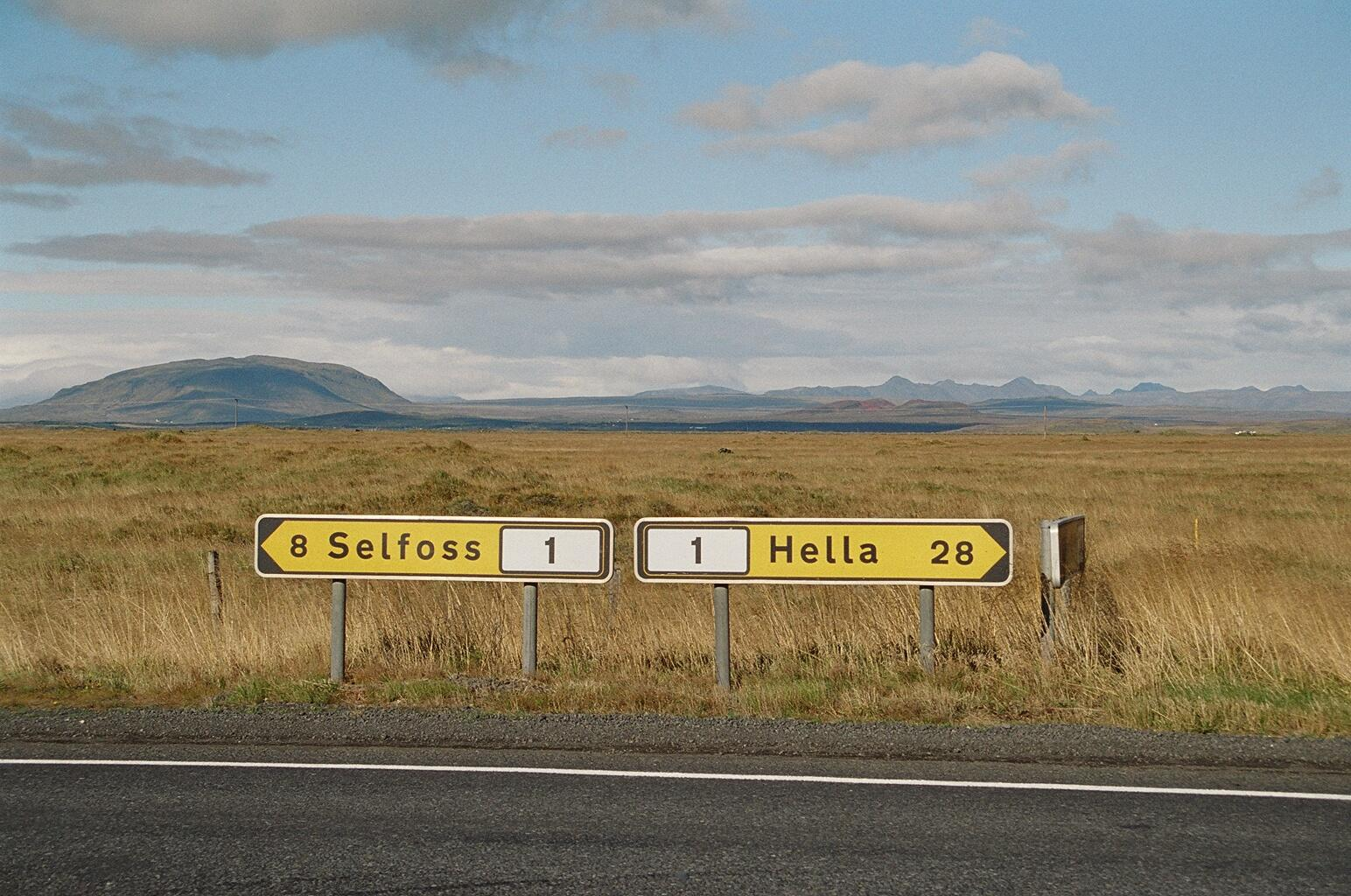
Langjökull von Süden

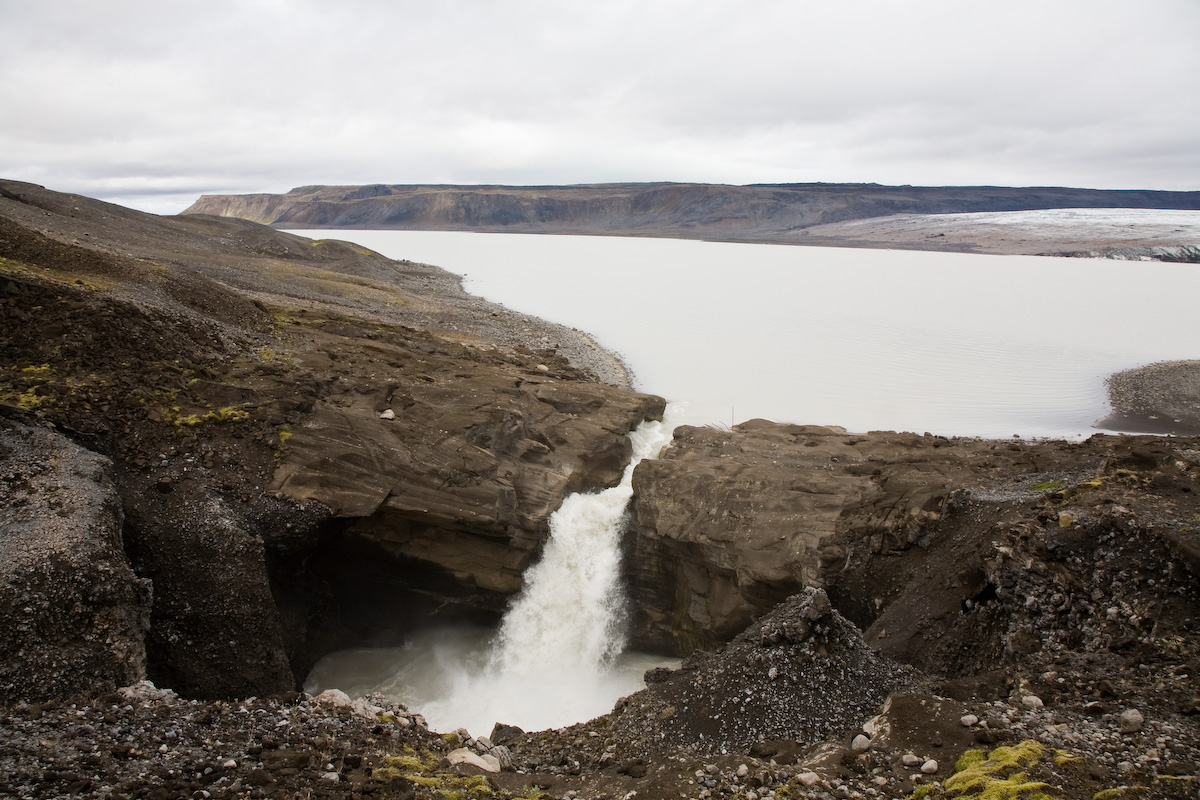
Der See Hagavatn mit einer Gletscherzunge des Langjökull

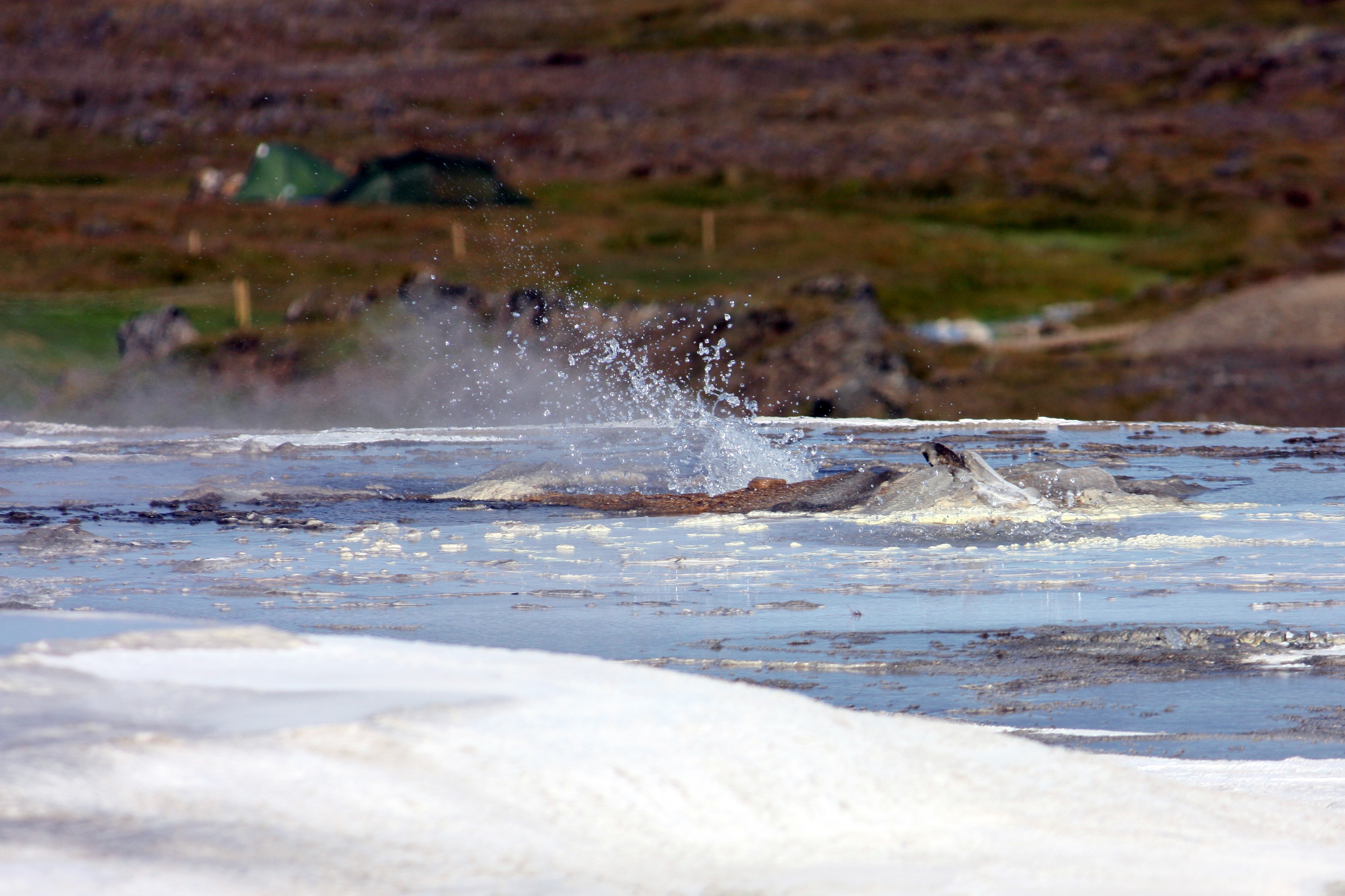
Fumarole und Sinterterrassen in Hveravellir

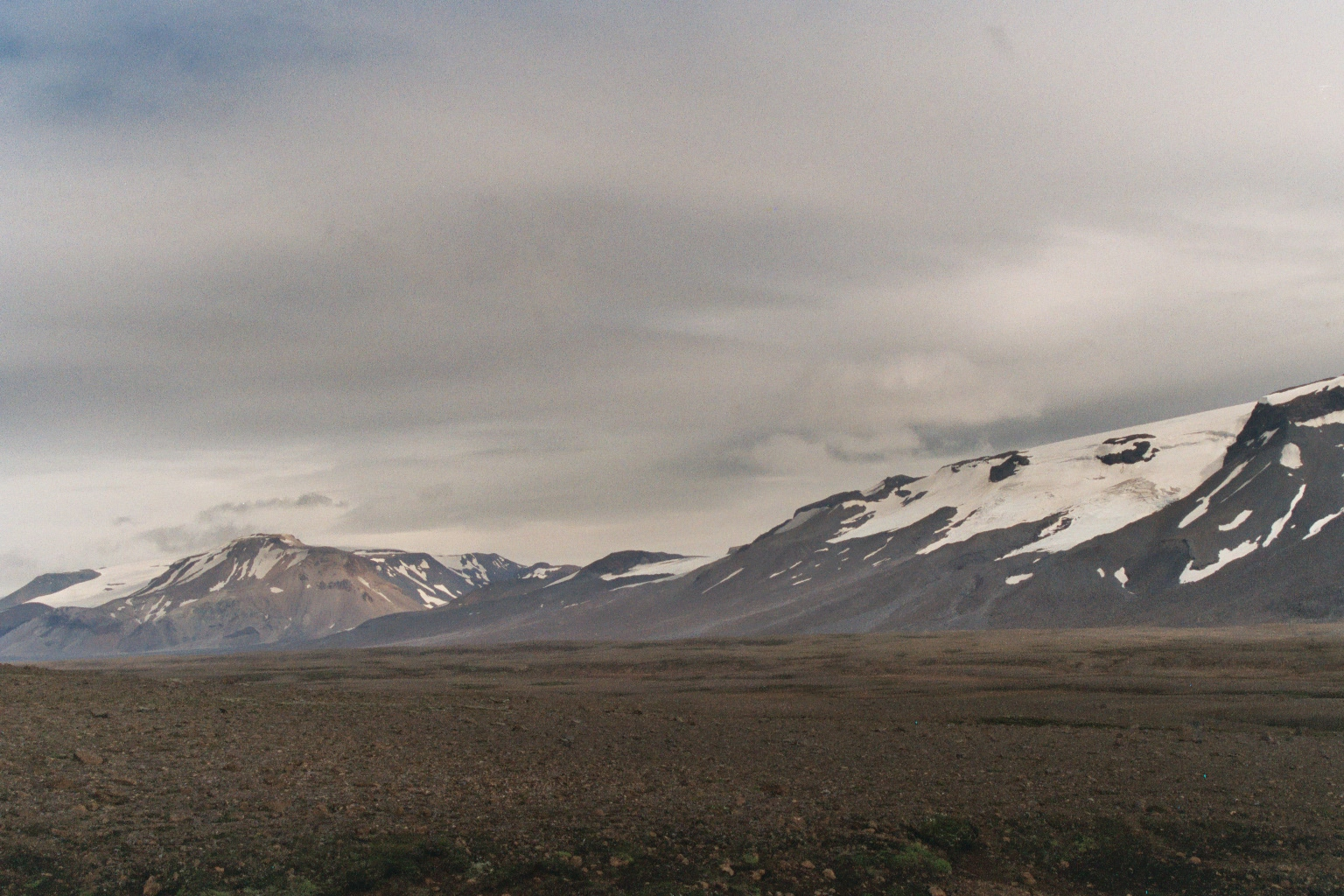
Geitlandsjökull, Prestahnúkur und Þórisjökull gesehen von der Kaldidalur-Piste

Der Langjökull ['lauŋkˌjœˑkʏtl˳] (isländisch für „Langer Gletscher“) ist mit ca. 953 km² der zweitgrößte Gletscher Islands.
Er liegt im westlichen Teil des Isländischen Hochlands. Man kann ihn deutlich vom Haukadalur aus sehen, wo an trüben Tagen die Horizontlinie kaum von dessen Eisfläche zu unterscheiden ist.

## Eiskappe Langjökull

### Charakteristika
Es handelt sich hier um den zweitgrößten Gletscher Islands. Solche größeren Gletscher bezeichnet man als Eiskappen. Er liegt im Westen des Landes und bedeckte 1989 eine Fläche von 950 km². 2006 war seine Fläche schon auf 925 km² geschrumpft.
Im selben Jahr hatte er ein Volumen von 195 km³, die Eisschicht war bis 580 m dick und er lag auf Höhen zwischen 1450 und 400 m.
Bezeichnenderweise trifft man verschiedene Daten bzgl. Höhe oder Volumen des Gletschers in der Literatur an: Alte Messungen waren nicht so genau wie neue, außerdem verändern sich Gletscher ständig, teilweise aufgrund von allgemeinem Klimawandel, teilweise auch, etwa in Island, wegen Veränderungen bzgl. der vulkanischen Aktivität unter dem Gletscher.
Die größte Dicke erreichte der Gletscher im Jahre 1840.

### Lage und Gestalt
Der Gletscher folgt im Groben von der Lage her der Ausrichtung der aktiven Vulkanzone in Island, zu der er mit mindestens zwei aktiven Vulkansystemen unter seiner Kappe gehört, und erstreckt sich damit von Südwesten nach Nordosten. Dabei weist er eine Schmalstelle zwischen dem See Hvítárvatn an des Kjalvegurs  und dem Talgletscher Þrístapajökull auf, der in Richtung Eiríksjökull nach Nordwesten hinunterreicht.
Etliche Berge und Gebirgszüge liegen am Rand des Gletschers, wie z. B. der vulkanische Gebirgszug Jarlhettur, welchen man gut von oberhalb des Wasserfalls Gullfoss sehen kann. Bei letzterem handelt es sich um einen Palagonitrücken, der durch einen Spaltenausbruch während der letzten Eiszeit entstanden ist. Weitere vulkanische Berge befinden sich unter dem Gletscher, wobei man mindestens zwei Calderen und einen Tafelberg ausmachen konnte.
Am See Hvítárvatn liegt der Gipfel Skríðufell. Weitere Gipfel sind Fjallkirkja (1177 m) und Hyrning (1320 m). Etwas östlich der Fjallkirkja befindet sich seit 1979 eine Hütte des isländischen Gletschervereins (Jöklarannskóknarfélag). Etwa nordwestlich des Sees Hvítárvatn ragen die Berge Þursaborg (1290 m) und Péturshorn (1370 m) auf.

### Talgletscher
Zahlreiche Seiten- und Talgletscher gehen vom Langjökull aus. Der bekannteste von ihnen ist Geitlandsjökull (1395 m), ein von einem Gletscher bedeckter Tafelberg, der mit dem Langjökull verbunden ist und im Südwesten aus ihm herausragt.
Weitere Talgletscher sind im Süden Vestri-Hagafellsjökull und Eystri-Hagafellsjökull, der Berg Hagafell trennt die beiden voneinander, in Richtung Hvítárvatn fallen im Osten der Suðurjökull und der Norðurjökull, zwischen denen der Berg Skríðufell aufragt.
Forschungen konnten nachweisen, dass die Talgletscher Suður- und Norðurjökull langsam in den See Hvítárvatn vorrückten und ihre größte Ausdehnung etwa am Ende des 19. Jahrhunderts erreichten, danach zogen sie sich während des 20. Jahrhunderts relativ schnell zurück.

### Wasserhaushalt und Entwicklung des Gletschers
Vom Langjökull strömen im Verhältnis zu dessen Größe wenige Flüsse. Andererseits hat man erforscht, dass große Wassermengen unterirdisch den See Þingvallavatn und über die Arnarvatnsheiði die Hvítá und andere Flüsse des Borgarfjörður speisen. Das Wasser ist, bis es als Trinkwasser dorthin gelangt, etwa 1000 Jahre unterwegs gewesen, seit es als Niederschlag auf den Gletscher fiel.
Auch das heiße Wasser der Quellen im Borgarfjörður v. a. im Reykholtsdalur, etwa Deildartunguhver stammt auf Umwegen teilweise daher und wird an Ort und Stelle durch die Erdwärme aufgeheizt.
Forschungen lassen wegen des Mangels an nachweisbaren Sedimenten annehmen, dass etwa 2/3 des vom Langjökull in den See Hvítárvatn strömenden Wassers Grundwasser sind.
Man vermutet inzwischen, dass, falls die Klimaveränderungen sich weiterhin in dieselbe Richtung entwickeln wie bisher, der Gletscher Langjökull in etwa 150 Jahren ganz verschwunden sein wird (vgl. auch: Gletscherschwund).

## Vulkanismus
Der Eisschild Langjökull liegt auf der WRZ (Westliche Riftzone) Islands und damit im Gebiet des aktiven Vulkanismus.
Mindestens zwei Vulkansysteme befinden sich teilweise unter diesem Gletscher, eines im Nordosten und ein anderes im Südwesten. Das südwestliche hat seinen Zentralvulkan im Prestahnúkur, andere Wissenschaftler sprechen auch vom Geitland-Vulkansystem, das andere gehört zu Hveravellir. Die Calderen sind auf Luftaufnahmen deutlich erkennbar.

### Nordwestliches Vulkansystem
Das bekannteste dieser Vulkansysteme ist das von Hveravellir, das manchmal auch das Langjökull-System genannt wird, es findet sich auch die Bezeichnung Baldjökull-System. Unter dem Gletscher liegt eine Hochebene mit einem großen Schildvulkan und einem Tafelberg.
Das Vulkansystem hat Abmessungen von ca. 55 km Länge und 5–18 km Breite.
In Warmzeiten der Eiszeit hat das Vulkansystem u. a. einige Schildvulkane im Osten des heutigen Gletschers entstehen lassen, die ihrerseits u. a. vor 7.800 Jahren das Lavafeld Kjalhraun schufen, über das die Hochlandpiste Kjölur verläuft. Das Hochtemperaturgebiet von Hveravellir gehört zu diesem Vulkansystem. Hier wird auch von vielen Forschern der Zentralvulkan vermutet.
Krater im Westen des Gletschers auf der heutigen Arnarvatnsheiði nördlich des Eiríksjökull ließen vor ca. 1.000 Jahren das 50 km lange Lavafeld Hallmundarhraun entstehen, das sich bis weit ins Hvítárdalur hinunter erstreckt und in dem die Wasserfälle Hraunfossar liegen. Außerdem befinden sich in ihm die längsten, bisher entdeckten Lavahöhlen des Landes, vgl. Surtshellir.

### Vulkansystem des Prestahnúkur und Geitlandsjökull
Im Südwesten hingegen liegt das System des Prestahnúkur dessen Spalten ebenfalls bis unter den Geitlandsjökull und Langjökull reichen.
Dieses Vulkansystem misst ca. 70 km in der Länge und 5–17 km in der Breite.
Am Prestahnúkur befindet sich ebenfalls ein Hochtemperaturgebiet.

### Vulkanische Tätigkeit im Holozän
Insgesamt handelt es sich aber um eine vulkanisch gesehen relativ ruhige Region mit nur etwa 32 Ausbrüchen in den letzten 10.000 Jahren, d. h. nach der Eiszeit, die in Island länger dauerte als auf den europäischen Festland.
4–5 Schildvulkane und 5 Eruptivspalten waren nach der Eiszeit aktiv, zuletzt die Spalten und Krater im Hallmundarhraun im 9. Jahrhundert.
Als Eruptivprodukte sind vor allem Basalte aus der tholeitischen Serie zu nennen. Vor allem an den Zentralvulkanen wurde auch Rhyolith aufgeschlossen.

## Aktuelle Entwicklungen im Frühjahr 2011
Im Winter 2011 stellten Mitglieder der Rettungsgesellschaften aus der nahegelegenen Stadt Borgarnes fest, dass der Gletscher Langjökull viel mehr Gletscherspalten aufwies als bisher und es daher ziemlich gefährlich geworden war, ihn wie bisher zu befahren.
Nach den Ursachen für diese Entwicklung befragt, erklärte der isländische Geophysiker Helgi Björnsson, es liege einerseits an der Klimaveränderung. Die Gletscher in Island verlören derzeit ca. 1 m an Dicke über die Oberfläche verteilt pro Jahr. Wenn die Klimaveränderungen so weitergingen oder sich gar noch verschärften, wäre Langjökull evtl. schon in 150 Jahren nicht mehr vorhanden. Andererseits habe der Ausbruch des Eyjafjallajökull 2010 einen nicht zu unterschätzenden Einfluss gehabt. Die Asche, die sich auf dem Langjökull verteilte, habe ihn derart schmelzen lassen, dass die in 2–3 Jahren angesammelte Schneemasse verschwunden sei. Gletscher bilden sich durch Akkumulation von Schnee.

## Hochlandpisten
Ein Zugang zum Langjökull besteht z. B. auch über die Kaldidalur-Hochlandpiste. Die Hochlandpiste Kjalvegur  führt zwischen ihm und dem Hofsjökull hindurch.

### Photos
- An der Westseite des Langjökull
- Blick auf die Gletscherzunge Norðurjökull
- Jarlhettur und Langjökull

### Wissenschaftliche Beiträge zum Gletscher

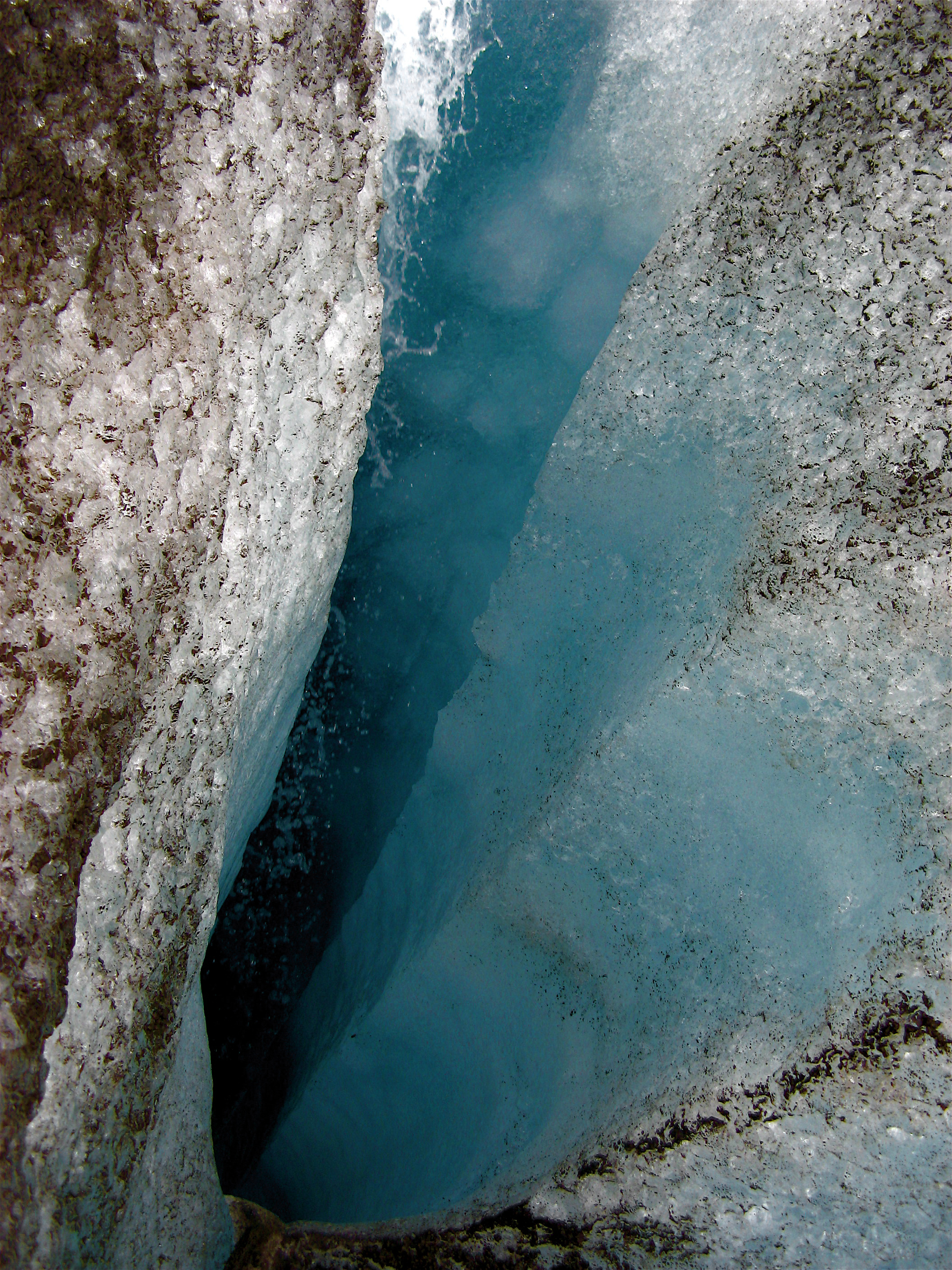
Spalte im Langjökull

- Gwenn E. Flowers, Helgi Björnsson, Áslaug Geirsdóttir, Gifford H. Miller, Garry K.C.Clarke: Glacier fluctuation and inferred climatology of Langjokull through the little Ice Age. In: Quaterny Science Reviews, Vol. 26, 2007 (englisch) [Klimaveränderungen und deren Einfluss auf den Gletscher]. Gwenn E. Flowers, Helgi Björnsson, Áslaug Geirsdóttir, Gifford H. Miller and Garry K.C.Clarke: Glacier fluctuation and inferred climatology of Langjokull through the little Ice Age. In: Quaterny Science Reviews, Vol. 26, 2007, doi:10.1016/j.quascirev.2007.12.004 (englisch) [Klimaveränderungen und deren Einfluss auf den Gletscher]
- Sverrir Guðmundsson, Helgi Björnsson et al.: Áhrif loftslagsbreytingar á stærð of afrennsli Langjökuls, Hofsjökuls og suður Vatnajökuls. (PDF) Orkuþing 2006 (isländisch)
- Gwenn E. Flowers, Helgi Björnsson et al.: Holocene climate conditions and glacier variation in central Iceland from physical modelling and empirical evidence. Quaternary Science Reviews, Vol.27, Issues 7-8, Ap. 2008 (Holozäne Entwicklungen am Langjökull) doi:10.1016/j.quascirev.2007.07.016
- Helgi Björnsson et al.: Geometry, mass balance and climate change response of Langjökull icecap, Iceland. (PDF) Geolog. Inst., Univ. Island zu Klimaeinflüssen auf den Langjökull (englisch)

### Zum Vulkanismus
- Hveravellir im Global Volcanism Program der Smithsonian Institution (englisch)
- Erdbebenüberwachung am Langjökull. (englisch)
- Sveinn Jakobson et al.: Volcanic systems and segmentation of the plate boundaries in S-W-Iceland. (PDF; 74 kB)

### Sportliches
- Bericht über eine Trekkingtour mit Photos
- Zu Skiausflügen auf den Gletscher (englisch)